# سلطة شيراز
سلطة شيراز (بالفارسية: سالاد شیرازی) هي سلطة إيرانية نشأت من شيراز جنوب إيران وسميت بهذا الاسم. الطبق حديث يرجع تاريخه إلى وقت ما بعد إدخال الطماطم إلى إيران في نهاية القرن التاسع عشر في عصر القاجار. مكوناته الأساس هي الخيار والطماطم والبصل وزيت الزيتون والتوابل العشبية وعصير الحصرم وقد يدخل عصير الليمون في تحضيره أحيانًا. يؤكل في إيران في الصيف طبقًا جانبيًا بمفرده، وعلى مدار العام طبقًا جانبيًا إلى جانب الأطعمة القائمة على اللحوم مثل الكباب وطبقًا جانبيًا قبل وبعد الوجبات. تُقدم سلطة شيرازي مرافقةً للأرز أحيانًا مثل لوبياء بلو، وهو طبق أرز إيراني مصنوع من الفاصوليا الخضراء والطماطم. تصفها مؤلفة كتاب الطبخ جيلا دانة حائري بأنه طبق منعش خلال فصل الصيف.

## سلطة الوطنية
توصف سلطة شيراز بأنها شبيهة بالسلطة الوطنية في إيران، وهي وجبة مرافقة شائعة. يمكن استخدامها أيضًا بطريقة مشابهة لتلك الخاصة بالتوابل ، لتقليل حرورة اليخنات. عادة ما يكون قوامه هشًا ورطبًا ،ويشبه بيكو دي جالو.

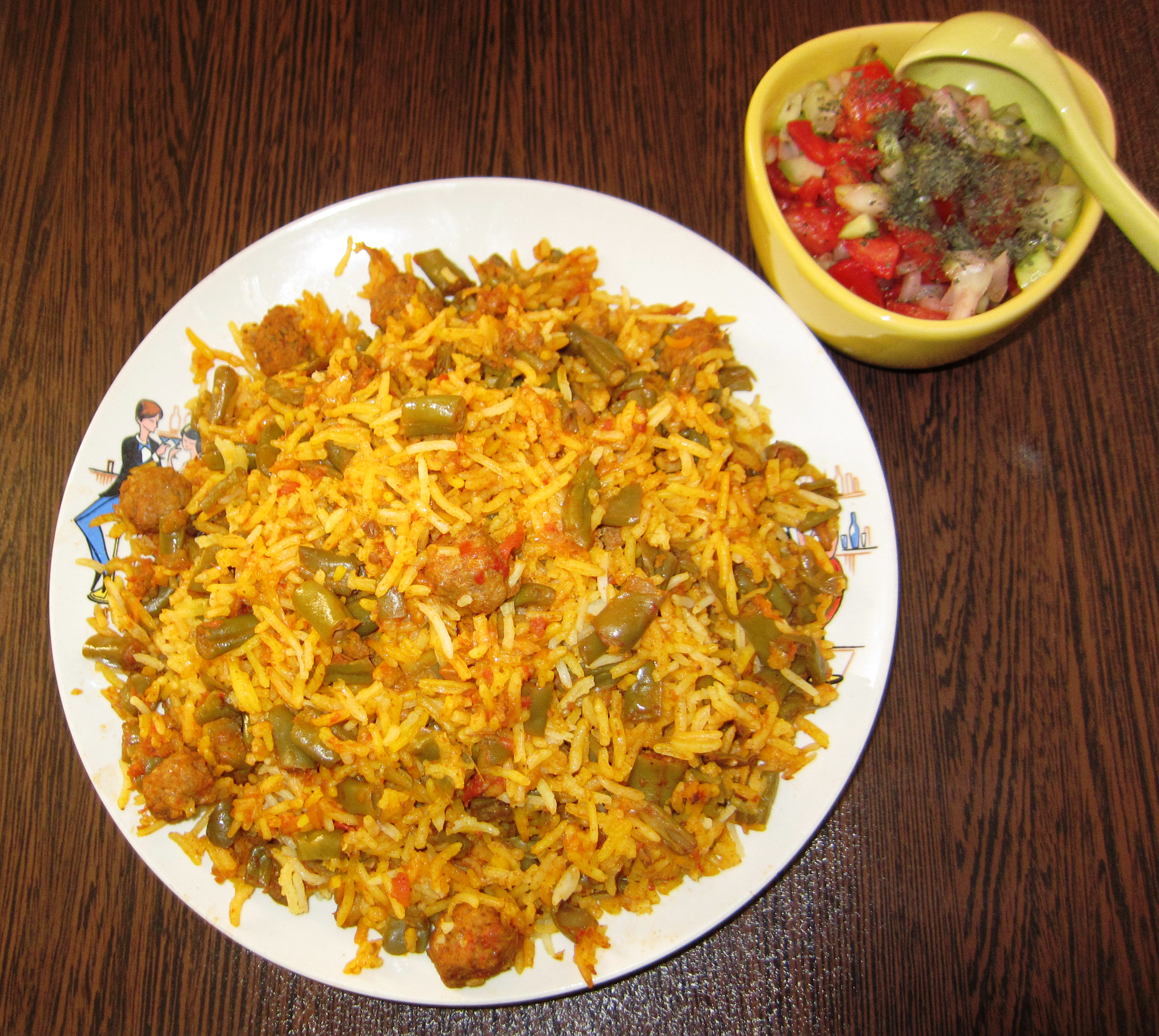
لوبياء بُلو الإيرانية (فاصوليا خضراء مطبوخة مع الأرز) وسلطة شيراز

## التوابل
لا يُنصح بتناول سلطة الشيرازي مع التوابل الحامضة، ويُفضل إضافة التوابل ذات النكهة الخفيفة إلى سلطة الشيرازي.